# Sonet 100 (William Szekspir)

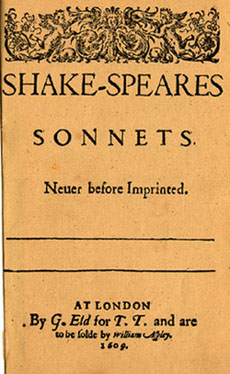
Strona tytułowa pierwszego wydania sonetów Shakespeare’a

Sonet 100 (Gdzie jesteś, Muzo, że już tak od dawna) – jeden z cyklu sonetów autorstwa Williama Shakespeare’a. Po raz pierwszy został opublikowany w 1609 roku.

## Treść
W sonecie tym podmiot liryczny, który przez niektórych badaczy jest utożsamiany z autorem, pragnie odzyskać natchnienie. W tym celu zwraca się do swojej Muzy, aby ta ponownie go odwiedziła i pozwoliła mu nadal tworzyć.